# Emilio Ruiz Barrachina
Emilio Ruiz Barrachina (Madrid, 26 de juny de 1963) és un poeta, escriptor i director de cinema espanyol.

## Biografia
És poeta, escriptor i director de cinema. En 1997 torna a Espanya, després de viure durant deu anys en Llatinoamèrica com periodista, exercint càrrecs com el de corresponsal del Servei per a Amèrica Llatina de la BBC.
La seva primera novel·la, Calamarí (1998), ha conegut diverses edicions. A ella van seguir A la sombra de los Sueños (2000), adaptada al cinema; El arco de la luna (2001), guanyadora del X Premi Internacional de Novel·la Luis Berenguer; l'assaig Brujos, reyes e inquisidores (2003); la novel·la No te olvides de matarme (2004), de la qual en 2005 es va estrenar l'adaptació teatral; l'assaig literari Tinta y Piedra. Calaceite, el pueblo donde convivieron los autores del Boom (2005); i Le ordeno a usted que me quiera (2006).
En 2007 va guanyar l'III Premi Internacional de poesia Rubén Darío amb el llibre Arroyo. També ha publicat la novel·la La venta del paraíso (2006), traduïda a diversos idiomes i l'adaptació cinematogràfica dels quals s'estrenarà pròximament. Així mateix, ha dirigit documentals per a cinema i televisió com a Luz, espacio y creación, Tinta y Piedra, Niñas Soldado, Desminadoras en Sudán, Emigrantes o Lorca. El mar deja de moverse (sobre la mort del poeta Federico García Lorca i que ha obtingut nombrosos guardons internacionals).
En 2008 va estrenar els documentals Orson Welles y Goya i La España de la Copla. En 2010 dirigí el polèmic llargmetratge El Discípulo. En 2011 va dirigir la pel·lícula musical Morente, que serà el llegat pòstum del genial cantaor granadí Enrique Morente.
En 2012 estrena La venta del paraíso amb la qual obté el Premi Best Original Story del New York City International Film Festival.
Escriu en 2014 el poemari "La Huella Eterna" amb el qual guanya el Premi Internacional de Poesia Sial Pigmalión, donat a aquesta obra i a tota la seva carrera literària.
En 2015 estrena la pel·lícula El violín de piedra, sobre la despoblació rural, i protagonitzada per Carlos Álvarez-Nóvoa. En la seva presentació, en el Festival Internacional de Cinema i Arquitectura d'Oviedo (Ficarq, en el Teatre Campoamor, va obtenir els premis a Millor Director, Millor Actor Principal i Millor Música.
Actualment prepara l'adaptació cinematogràfica de l'obra Yerma de Federico García Lorca, versionada en anglès i en la nostra època, que es rodarà a Londres.

## Polèmiques
Al desembre de 2017 la Fiscalia Provincial de Madrid va demanar 2 anys de presó per al director i per als responsables de tres sales de cinema per inflar les dades de taquilla i poder accedir així a una subvenció de més de mig milió d'euros per a la pel·lícula El discípulo. La fiscalia entén que Ruiz Barrachina va incrementar fictíciament les dades del nombre d'espectadors a les sales implicades per a obtenir del Institut de la Cinematografia i de les Arts Audiovisuals (ICAA), dependent del ministeri d'Educació, Cultura i Esport, una subvenció.
Els acusats van fingir, segons l'escrit de la fiscalia, que el recaptat havien estat 341.284 euros, és a dir 11.000 euros més que la quantitat mínima necessària per a obtenir l'ajuda.
Ruiz Barrachina va sol·licitar a l'ICAA el 15 d'agost de 2011 l'ajuda general i complementària a l'amortització de llargmetratges de l'any 2010 per El discípulo, protagonitzada, entre d'altres, per Juanjo Puigcorbé i l'ajuda, de 576.107,06 euros, li va ser concedida al novembre de 2011 i pagada al desembre.

## Filmografia

### Direcció de llargmetratges
| Any  | Pel·lícula                                                                  |
| ---- | --------------------------------------------------------------------------- |
| 2020 | Broken Poet                                                                 |
| 2018 | Bernarda                                                                    |
| 2017 | Yerma                                                                       |
| 2015 | El violín de piedra                                                         |
| 2012 | La venta del paraíso                                                        |
| 2010 | El discípulo                                                                |
| 2006 | Lorca. El mar deja de moverse                                               |
| 2005 | Pequeños crímenes perfectos                                                 |
| 2004 | A la sombra de los sueños                                                   |
| 2016 | Yerma basada en l'obra de Federico García Lorca                             |
| 2018 | Bernarda basada en l'obra de Federico García Lorca La casa de Bernarda Alba |

### Direcció de documentals
| Any  | Pel·lícula                                                        |
| ---- | ----------------------------------------------------------------- |
| 2011 | Morente, el barbero de Picasso                                    |
| 2010 | Luis Rosales. Así he vivido yo SECC                               |
| 2008 | La España de la Copla Canal Sur                                   |
| 2008 | Orson Welles y Goya                                               |
| 2007 | Zindia. Niñas soldado Lola Films. Sudán                           |
| 2007 | Winnie. El negocio de la Paz Lola Films. Sudán                    |
| 2006 | ¿Por qué Juan Carlos? Serie documental (4 capítulos). Telemadrid. |
| 2005 | Luz, espacio y creación Encargo del Gobierno de Suiza             |
| 2004 | Calaceite. Tinta y Piedra TVE                                     |
| 2004 | Suiza y la migración TVE                                          |
| 2003 | El Transcantábrico TVE. Sèrie documental (5 capítulos)            |

## Publicacions
- "La Huella Eterna" (poesia) Sial. Premio Internacional de Poesía Sial Pigmalión. 2014
- Calamarí (novel·la) Espasa Calpe. Auryn 1998. Círculo de Lectores 2004. Ediciones Zeta 2008.
- Brujos, reyes e inquisidores (ensayo), Belaqcua Barcelona 2003. Ediciones Zeta, Madrid 2008.
- Arroyo, Sial. Madrid, 2007. III Premio Internacional de Poesía Rubén Darío.
- Le ordeno a usted que me quiera, Lumen. Barcelona, 2006.
- La venta del paraíso (novel·la), Bruguera. Barcelona, 2006.
- Tinta y piedra (assaig), Imagine Ediciones y Diputación de Teruel. Madrid 2005.
- No te olvides de matarme, Apóstrofe. Madrid 2004.
- El arco de la luna, Algaida, Sevilla 2001. Premio Internacional de Novela Luis Berenguer.
- A la sombra de los sueños, Brand Editorial. Madrid, 2000. Espasa (bolsillo), 2002. Imagine Ediciones, 2004.
- Diccionario Enciclopédico, Círculo de Lectores (América), 2000. Director editorial.
- Cuarto Poder, la absorción de los medios de comunicación por los grupos financieros. Castillo Editorial, Bogotá, Colombia, 1996.
- Historia de Colombia (Dirección General y redacción Conquista y Colonia), Zamora Editores. Bogotá, Colombia, 1994.

## Premis

### Premis de cinema
- Millor Director. Festival Internacional de Cinema d'Oviedo (Ficarq). 2015. "El Violín de Piedra".
- Best Original Story Nova York International Film Festival. 2013. "La Venta del Paraíso".
- Pel·lícula Finalista dels Premis Goya 2012 nominada a Millor Documental: Morente
- Premi Musiclip Fnac, millor Documental Musical de 2011: Morente.
- Premi Millor Pel·lícula Flamenca 2011. Festival del Cante de les Mines de la Unió: Morente.
- Premi Millor Pel·lícula, Millor Producció i Millor Actor Principal del International Filmmaker UK: El discípulo.

### Premis de literatura
- Premi Internacional de Poesia Sial Pigmalión per tota la seva obra literària. 2014.
- X Premi Internacional de Novel·la Luis Berenguer. Espanya, Algaida, 2001: El arco de la luna.
- III Premi Internacional de Poesia Rubén Darío. Pen Club. Sial, 2007: Arroyo.

### Premis de periodisme
- Premi Nacional de Periodisme Simón Bolívar, Bogotà Colòmbia, 1993, Millor entrevista Televisió.
- Premi Nacional de Periodisme Simón Bolívar, Bogotà, Colòmbia, 1993, Millor reportatge Televisió.